# Urbino de Ozieri
Urbino de Ozieri è stato un cavallo dal manto baio oscuro. È noto per aver vinto tre volte il Palio di Siena su quattro presenze tra il 1977 e 1979.

## Carriera
Urbino de Ozieri, oggi ricordato come uno dei migliori cavalli del Palio di Siena, esordisce sul tufo il 16 agosto 1977 con i colori della Contrada della Chiocciola, montato dal fantino Antonio Zedde detto Valente. L'inizio della sua carriera non è dei migliori, visto che il cavallo riesce in una corsa abbastanza incolore.
Ma Urbino, nonostante la prova poco brillante dell'anno precedente, viene scelto per il Palio di luglio del 1978. La carriera viene rinviata di un giorno a causa della pioggia e Urbino, con i colori della Selva insieme all'esordiente Silvano Vigni detto Bastiano, non è certo tra i favoriti. La mossa è confusa e, data la partenza, Urbino scatta subito primo. Il cavallo conquista un grande vantaggio sugli inseguitori e va a cogliere la prima vittoria.
Ad agosto Urbino de Ozieri tocca in sorte alla Contrada della Pantera, che sceglie per lui, dopo non poche indecisioni, un altro fantino poco esperto, ma molto promettente, Salvatore Ladu detto Cianchino, arrivato secondo a luglio nel Montone. Quando arriva la mossa valida è già buio ed Urbino balza nuovamente in testa, insidiato solo dal Nicchio, con Bastiano, vincitore di luglio. Cianchino ed Urbino mantengono la loro posizione portando il trionfo nella Pantera davanti ai grandi Panezio, Rimini e Quebel e battendo addirittura il record di velocità del Palio di allora.
Il cavallo corre di nuovo a Siena il 16 agosto 1979. Lo accoglie la stalla dell'Aquila e lo monta Andrea Degortes detto Aceto. Dopo una mossa molto lunga, l'Aquila parte in seconda posizione e si lancia all'inseguimento della Civetta, prima. Il sorpasso riesce alla seconda curva di San Martino e Urbino mantiene, con Aceto, la prima posizione, senza lasciarla. Con questo Palio Urbino de Ozieri entra nella storia.
Tuttavia è proprio l'ingresso nella storia che costa a Urbino la possibilità di correre nuovamente il Palio. Il cavallo viene infatti ripresentato alla tratta per ben sette volte (fino al 1985), ma viene sempre scartato per manifesta superiorità sugli altri antagonisti.
Urbino muore nel 2003, all'avanzata età di 30 anni. Oggi è sepolto vicino a Siena, all'interno della scuderia Savelli.

## Presenze al Palio di Siena
Le vittorie sono evidenziate ed indicate in neretto.
| Palio          | Contrada   | Fantino                        |
| -------------- | ---------- | ------------------------------ |
| 16 agosto 1977 | Chiocciola | Antonio Zedde detto Valente    |
| 3 luglio 1978  | Selva      | Silvano Vigni detto Bastiano   |
| 16 agosto 1978 | Pantera    | Salvatore Ladu detto Cianchino |
| 16 agosto 1979 | Aquila     | Andrea Degortes detto Aceto    |